# Affligem (birra)

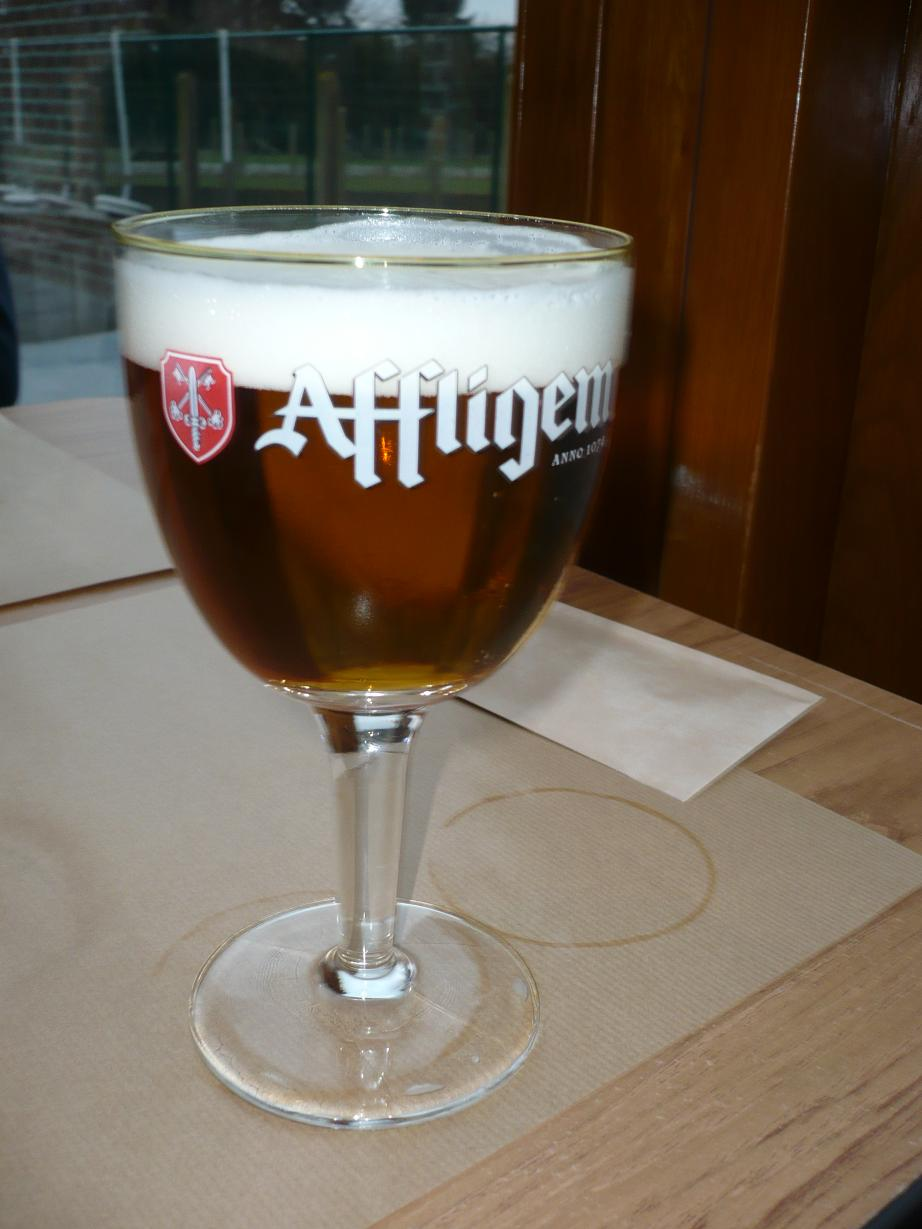
bicchiere di Affligem Blond

L'Affligem è una birra d'abbazia belga delle Fiandre, prodotta dall'Abbazia di Affligem a Opwijk. Dal 28 maggio 2010 rientra tra i marchi del gruppo Heineken.
Nel birrificio sono prodotte birre secondo diversi stili birrari, tra cui:
- Affligem Blond: 6,8 gradi alcolici, birra chiara e dolce.
- Affligem Dubbel: 7 gradi alcolici, birra scura e molto densa, non amara.
- Affligem Tripel: 8,5 gradi alcolici, birra ambrata e dal sapore forte[2].